# 사브롤라
Savrola: A Tale of the Revolution in Laurania는 윈스턴 처칠의 유일한 소설이다. 안토니오 몰라라 대통령의 독재 정부에 대한 불안이 폭력적인 혁명으로 바뀌면서 가상의 유럽 국가인 로라니아의 수도에서 일어난 사건을 묘사하는 소설이다.
처칠은 1897년 8월 말라칸트 공성전에 참여하기 위해 영국에서 인도로 항해하던 중 이 소설을 쓰기 시작했다. 처칠은 말라칸트에서 전투가 벌어졌다는 소식을 듣고 인도에 있는 군대에서 휴가를 떠났고 즉시 귀국할 준비를 했다. 이 책은 말라칸트 야전군 이야기를 쓰기 전에 시작되었고 쓰고 난 후 완성되었다. 그는 1898년 5월에 이 책이 완성되었다고 형제에게 편지를 썼다. 이 책은 1898년 5월과 12월 사이에 Macmillan's Magazine에 연재물로 처음 출판되었고, 1900년 2월에 책으로 출판되었다.
Savrola는 Anthony Hope 의 고전 The Prisoner of Zenda 이후 4년 만에 출판된 "Ruritanian" 장르의 전통적인 예시이다. 로라니아의 정치와 제도는 처칠이 경험한 영국의 가치를 반영한다. 또한 모랄라와 영국의 독재자 올리버 크롬웰이 비교되고 있다. 처칠의 조상이기도 한 Winston Churchill 이 기병대장으로 복무했고, 이는 처칠의 가족사의 일부였기 때문에 그는 이 부분에 친숙했을 것이다.
이야기의 여주인공 루실은 처칠의 어머니인 레이디 랜돌프 처칠을 모델로 한 것으로 알려져 있다. 루실은 그 누구도 건드릴 수 없는 로라니아의 통치자 몰라라의 아내이다. 등장인물 중 하나인 공화국 경비대 장교인 티로는 사브롤라와 대화하면서 자신의 삶에 대해 이야기하며 처칠이 경험한 인도군의 하급 장교의 삶을 투영한다. 사브롤라는 "격렬하고 고상하고 대담한" 사람으로 묘사되며, "안식은 행동으로만 알 수 있고 만족은 위험할 때만 알며 혼란 속에서는 유일한 평화를 찾을 수 있는 사람이며 야망이 곧 원동력이었고, 그는 그것에 저항할 힘이 없었다."라고 묘사되었다.  이 책은 처칠 연대인 제4 후사르 연대의 장교들에게 헌정되었다.

## 구성
<사브롤라>는 이탈리아나 스페인과 비슷하지만 빅토리아 시대 영국과도 유사한 가상의 지중해 국가 로라니아(Laurania)를 배경으로 한다. 로라니아는 수에즈 운하를 통해 도달할 수 있는 아프리카 식민지를 보유하고있다. 로라니아는 오랫동안 헌법에 의해 통치되는 공화국이었다. 그러나, 5년 전(1883년) 내전으로 분열되었고, 독재자 안토니오 몰라라 장군이 대통령이 되었다. 몰라라가 의회 통치 회복을 거부했기 때문에 정치적 불안이 발생했다.
이야기는 수도와 역동적인 정치 사건에 대한 설명으로 시작된다. 혁명가들의 지도자인 사브롤라는 그들이 할 일을 결정하고 서로 다른 목표를 가진 충돌하는 파벌을 관장한다. 이러한 혁명 모의에도 불구하고 사회는 여전히 표면적으로는 국정농단과 사교행사로 순조롭게 진행되고 있다. 독재자 몰라라는 그의 아내 루실을 통해 사브롤라를 미인계로 사로잡고자 한다. 그러나 루실은 사브롤라에게 매력을 느끼게 된다. 이에 따라 몰라라 장군에 대한 그녀의 충성심이 혼란스러워진다.
반군이 로라니아를 침공할 때 이야기는 정치에서 전쟁으로 서술의 초점을 옮긴다. 사브롤라는 군대와 계획된 침공에 대해 알고 있었지만, 그의 통제력이 약해 준비 없이 침공을 시작했다. 몰라라가 육군이 그의 명령에 복종하기를 거부한다는 것을 알게 되자 양측이 분투하며 싸운다. 몰라라는 혁명군에 맞서기 위해 충성스러운 공화국 수비대 대부분을 수도에서 파견해야 했으며, 그로 인해 수도 방위 병력이 크게 줄어들었다. 수도에서는 국민당의 혁명가들과 공화국 수비대 사이에 치열한 시가전이 벌어졌다. 혁명군은 대통령궁을 습격하고, 몰라라 장군의 대통령궁 계단에서의 죽음으로 이야기는 절정에 달한다. 혁명군은 아직 점령하지 못한 도시를 포격하기 위해 접근하다 로라니아 해군(대통령에게 충성을 유지함)의 위협에 직면하여 분열되기 시작한다. 이에 사브롤라는 체포를 피해 루실과 함께 도주한다. 이후 도시는 폭격을 당하고, 사브롤라가 도시 바깥에서 폭격을 지켜보며 이야기는 끝난다.